# George William Gladstone Gauld
George William Gladstone Gauld, kanadski letalski častnik, vojaški pilot in letalski as, * julij 1896, † 28. oktober 1964, Mimico, Ontario.
Poročnik Gladstone Gauld je v svoji vojaški službi dosegel 5 zračnih zmag.

## Življenjepis
Med prvo svetovno vojno je bil sprva pripadnik Kraljevega letalskega korpusa, nato pa RAF.

## Odlikovanja
- Distinguished Flying Cross (DFC)